# Melampodium
Melampodium là một chi thực vật có hoa trong họ Cúc (Asteraceae).

## Loài
Chi Melampodium gồm các loài: